# Solanum vespertilio
Espèce
Statut de conservation UICN

 CR  : 
En danger critique
Solanum verspertilio est une espèce de plante à fleurs appartenant à la famille des solanacées, endémiques des îles de Tenerife et de Grande Canarie. Une sous-espèce différente est présente sur chaque île : Solanum vespertilio vespertilio sur la première et Solanum vespertilio doramae sur la seconde (pour laquelle il ne reste que deux pieds dans la nature). En danger critique d'extinction, la sous-espèce Solanum vespertilio doramae est sauvegardée au Conservatoire botanique national de Brest.

## Description

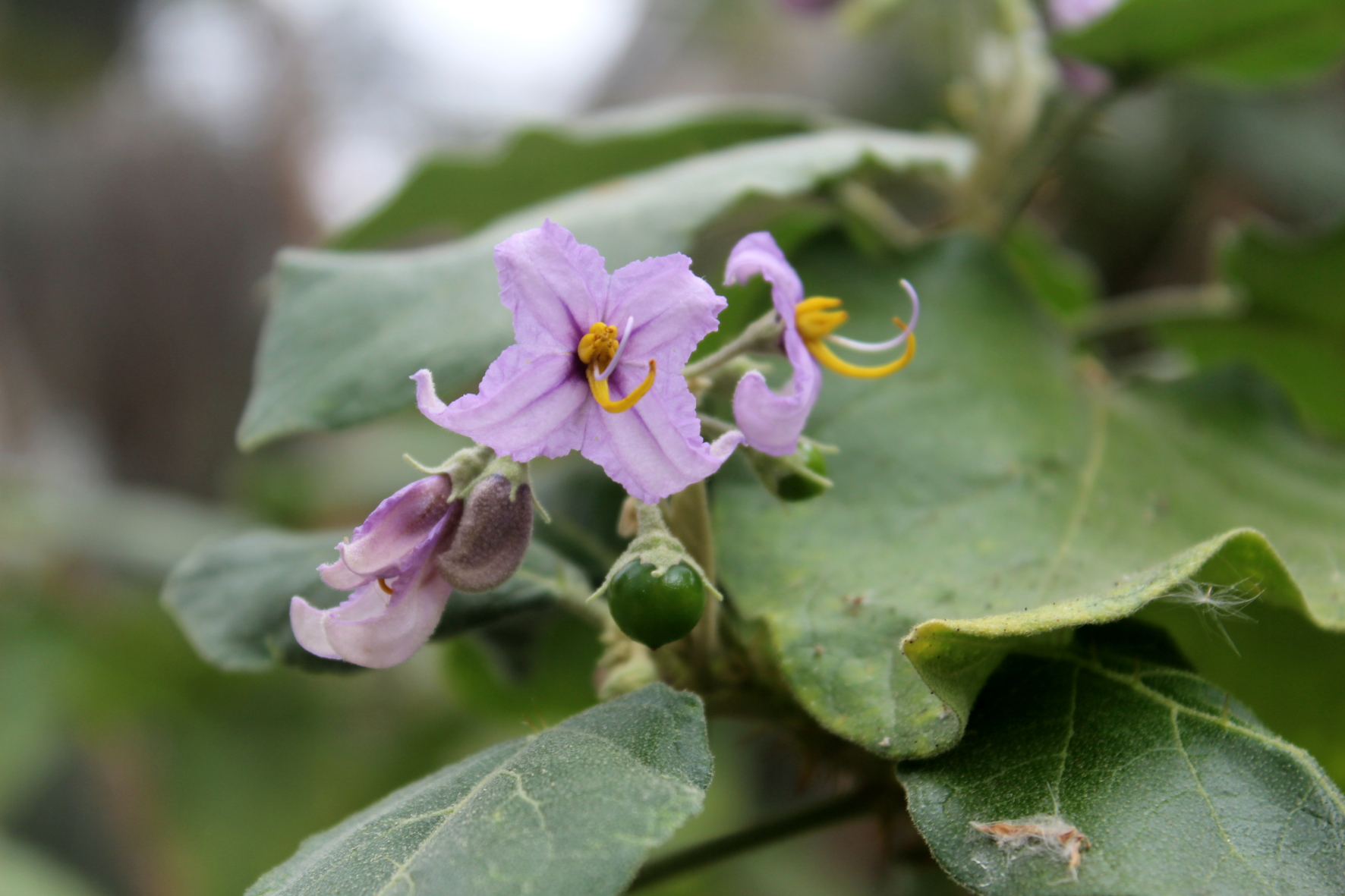
Fleurs et fruits de Solanum vespertilio doramae

## Galerie photos

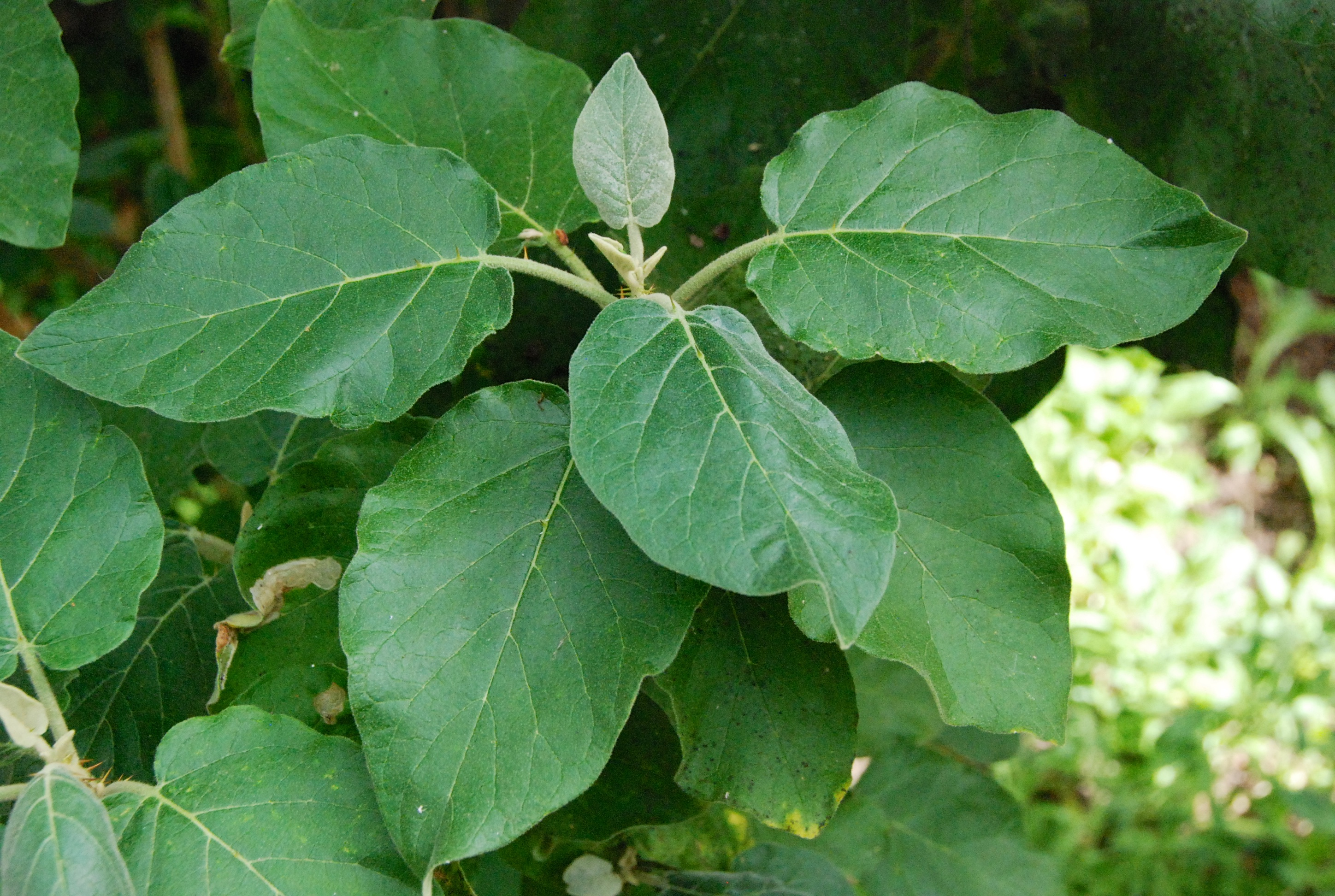
Banche
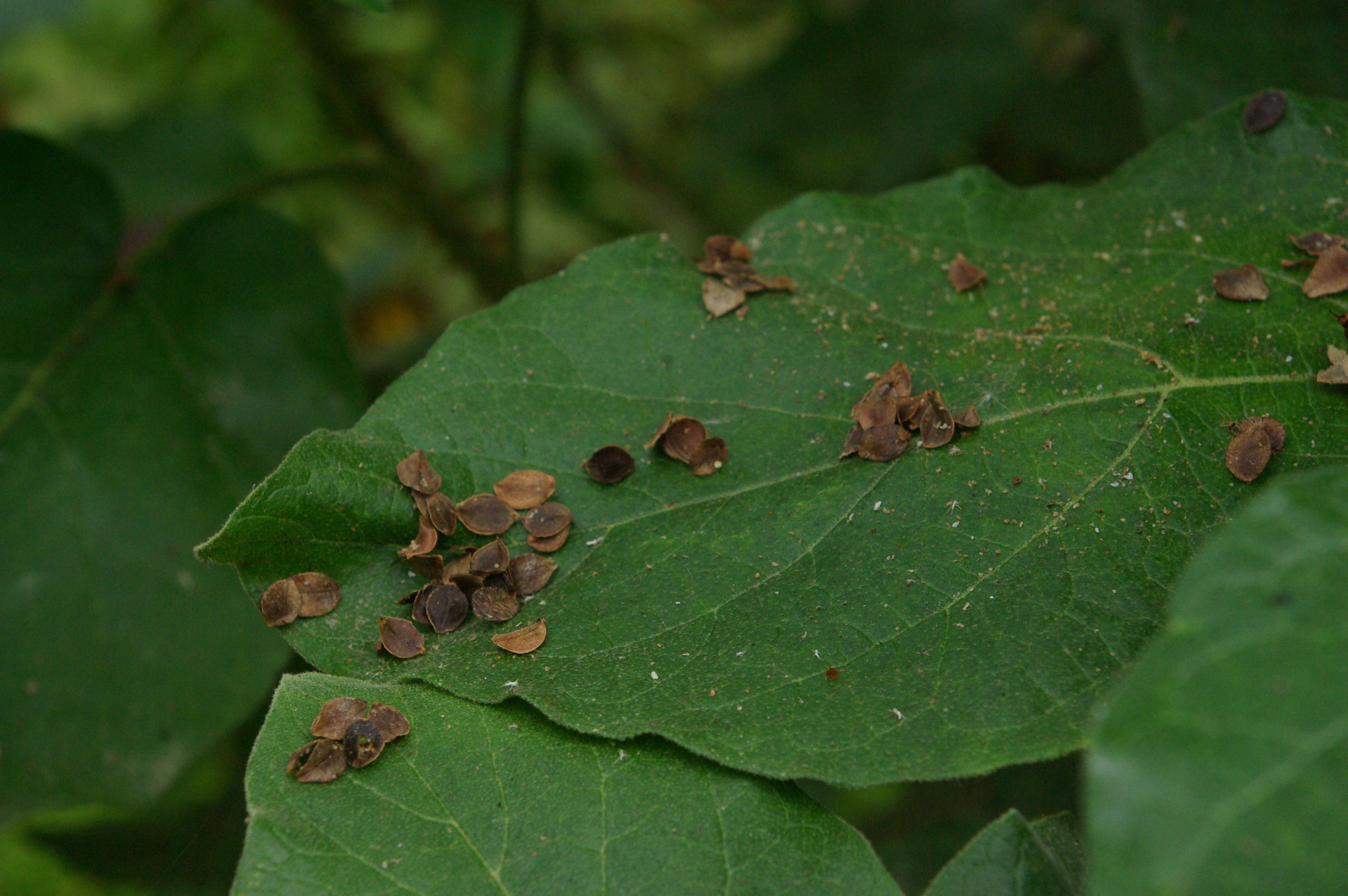
Feuille
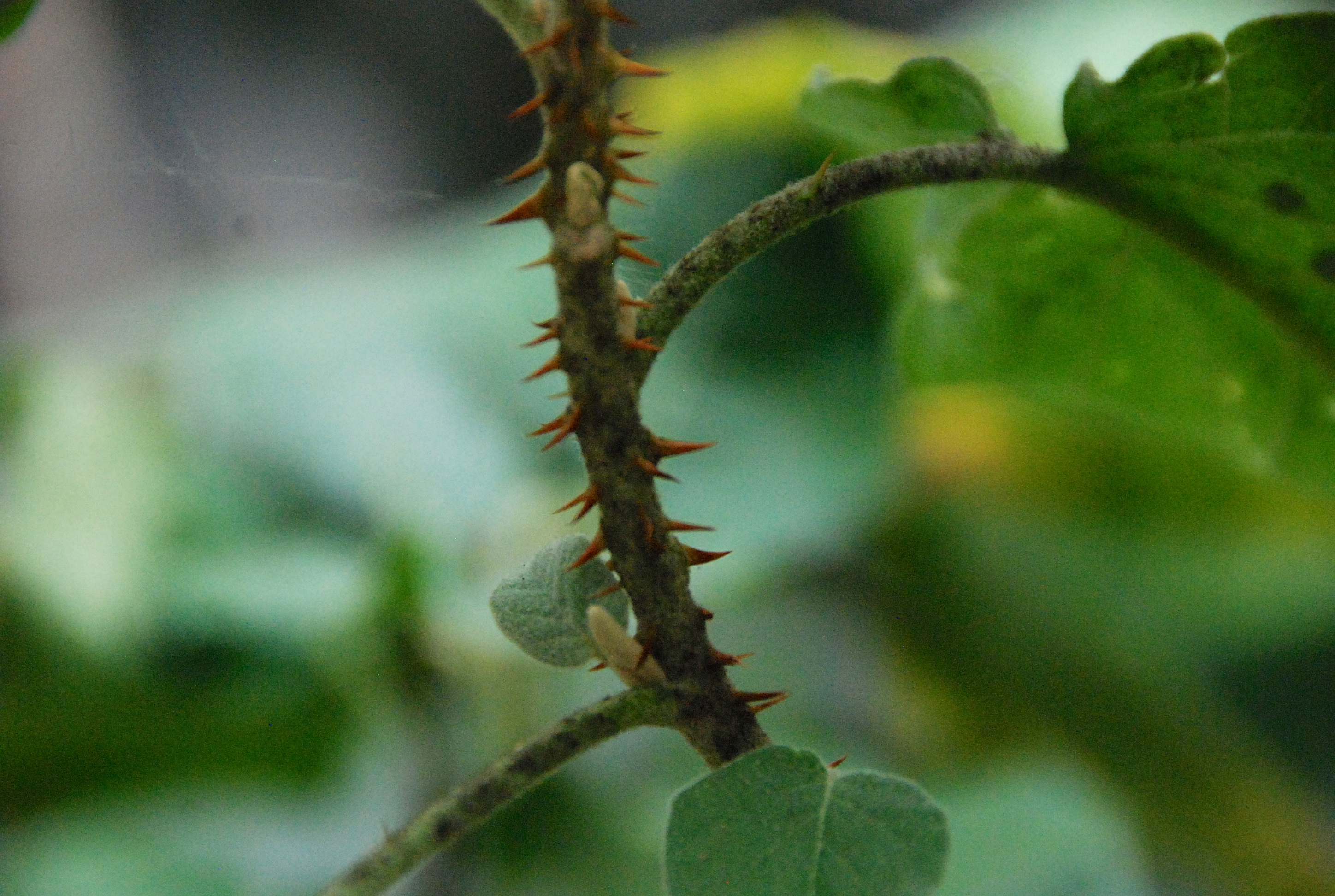
Tige à épines
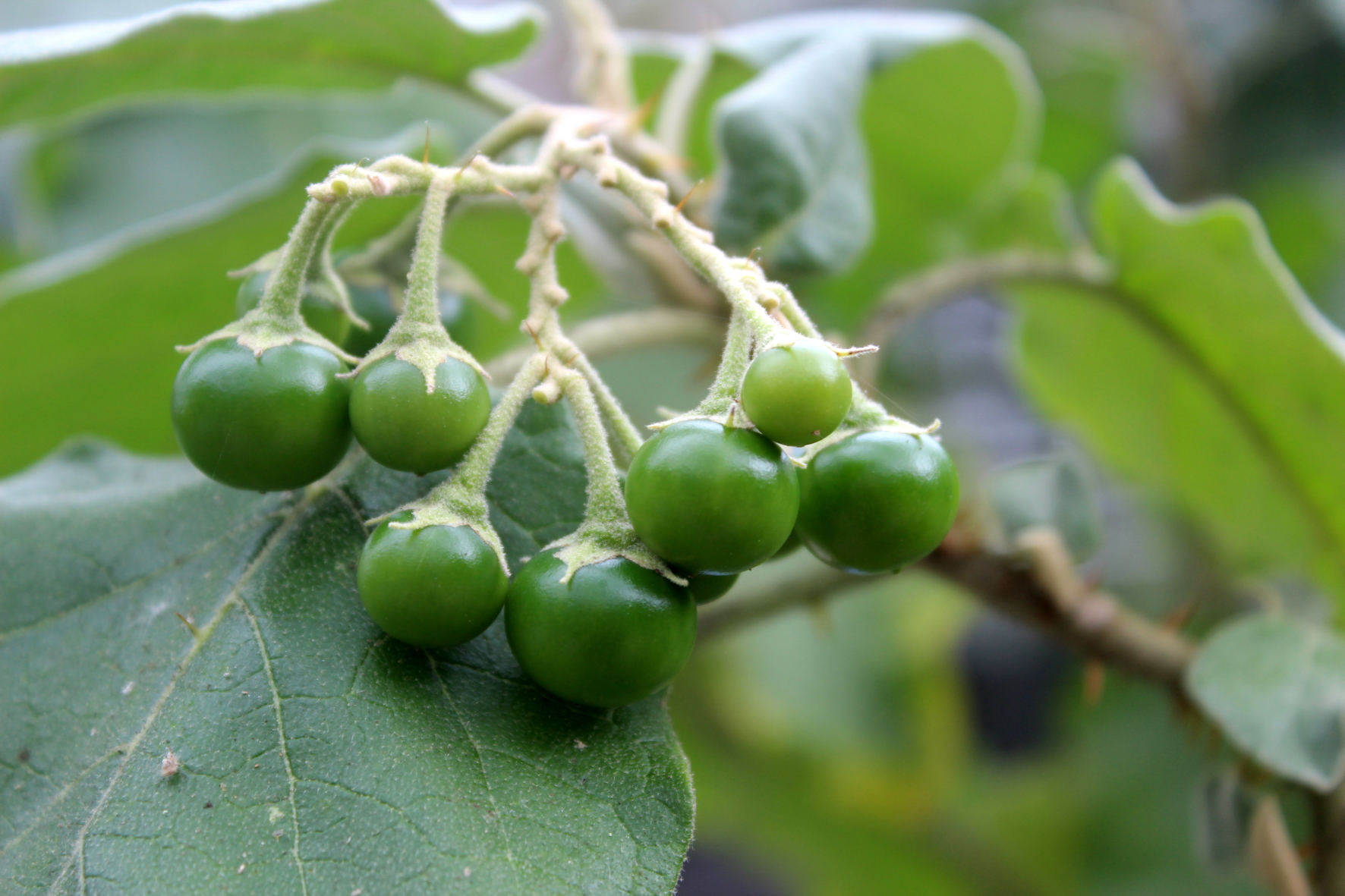
Fruit
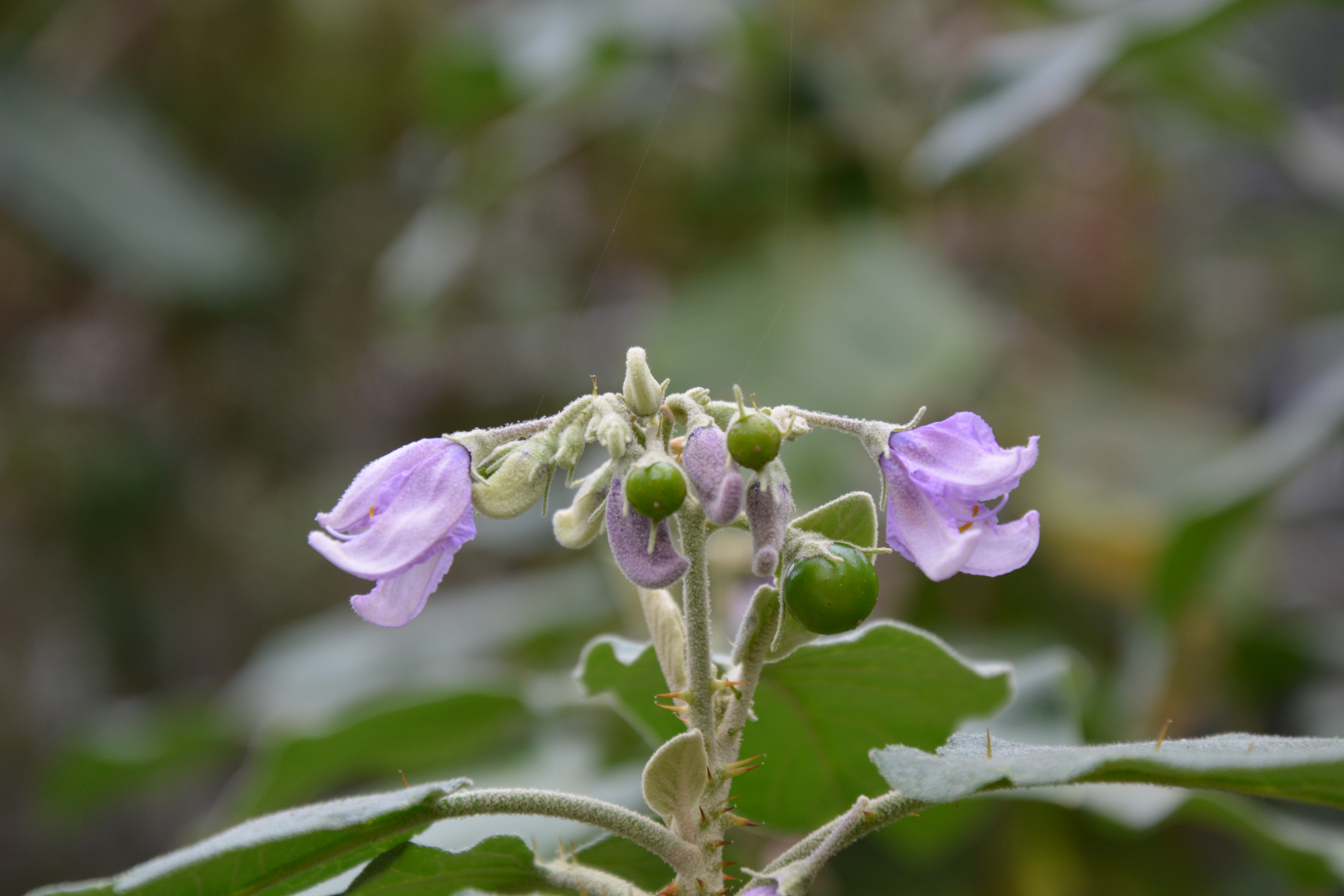
Fleur